# Wentydiusz Kumanus
Wentydiusz Kumanus (I w. n.e.) – prokurator Judei w latach 48–52.
Został mianowany prokuratorem Judei przez cesarza Klaudiusza. Zastąpił na tym stanowisku Tyberiusza Juliusza Aleksandra.